# Lagoa Esporte Clube
Lagoa Esporte Clube é um clube brasileiro de futebol da cidade de Macapá, capital do estado do Amapá.

## História
Foi fundado em 24 de junho de 1972 por iniciativa de uma série de desportistas residentes na comunidade do Goiabal, que formaram uma equipe para participar das disputas do futebol suburbano, que era feito entre agremiações de vários bairros, com o apoio da Federação Amapaense de Desportos. Em 1982 participou do Campeonato Amapaense de Futebol - Série B ficando com o vice-campeonato daquele ano,após perder o título para o União. Em 1984 participou novamente do torneio desta vez obtendo seu 1° título. Em 1987 jogou a terceira divisão, onde perdeu para o Santos na final. O Santos e o Lagoa faziam o clássico da segundona na época. Em 1988 novamente ficou com um vice-campeonato na segundona, desta vez perdendo de 5-0 pro Cristal. Em 1989 jogou a segunda divisão mais uma vez e desta vez perdeu o título para o Macapá, campeão do 1° e 2° Turno do torneio. Na profissionalização do futebol amapaense começou a jogar os campeonatos amadores do estado, onde conquistaria 2 títulos do Campeonato Amapaense de Futebol Não-Profissional: 1991 e 1993. Em 2024 profissionalizou-se e disputou o Campeonato Amapaense de Futebol de 2024 - Série B, onde somou apenas 1 ponto ficando em último no seu grupo.

## Títulos
| ESTADUAIS | ESTADUAIS                         | ESTADUAIS | ESTADUAIS   |
|           | Competição                        | Títulos   | Temporadas  |
|           | Campeonato Amapaense - 2° Divisão | 1         | 1984        |
|           | Campeonato Amapaense Amador       | 2         | 1991 e 1993 |
| --------- | --------------------------------- | --------- | ----------- |

### Campanhas de Destaque
- Vice-Campeão do Campeonato Amapaense - 2ª Divisão (3 vezes: 1982, 1988, 1989)
- Vice-Campeão do Campeonato Amapaense - 3ª Divisão (1 vez: 1987)
- Vice-Campeão do Campeonato Amapaense - Amador (1 vez: 1992)